# 75th
75th is het laatste muziekalbum van de Oostenrijkse toetsenvirtuoos Joe Zawinul. Het is opgenomen tijdens het jazz-festival versie 2007 in Lugano, Zwitserland. Het album is opgenomen ter gelegenheid van het feit van Zawinuls vijfenzeventigste verjaardag, niet vermoedend dat Zawinul nog geen 2 maanden later zou overlijden. The Zawinul Syndicate is een verzameling musici die Zawinul om zich heen heeft verzameld en afkomstig is uit alle windstreken, men komt uit Zaïre, Mauritius, Ivoorkust, Brazilië en Marokko. Helaas kon zijn maatje Wayne Shorter niet meespelen in Lugano; hij voegde zich een maand later (2 augustus) wel bij het gezelschap voor een concert in Veszprém, Hongarije; het enige nummer van dat concert dat op de compact disc is verschenen In a silent way is dus van dat concert.

## Musici
- Joe Zawinul – synthesizers
- Sabine Kabongo - zang, percussie
- Alegre Correa – gitaar, zang, berimbau
- Linley Marthe – basgitaar
- Paco Sery- slagwerk, percussie, zang
- Jorge Bezerra, Aziz Sahmaoui – percussie, zang

## Muziek
| Nr. | Titel                          | Duur  |
| --- | ------------------------------ | ----- |
| 1.  | Introduction to Orient Express | 3:10  |
| 2.  | Orient Express                 | 10:07 |
| 3.  | Madagascar                     | 10:00 |
| 4.  | Scarlet Woman                  | 6:55  |
| 5.  | Zansa II                       | 6:39  |
| 6.  | Cafe Andalusia                 | 8:52  |

### cd2
| Nr. | Titel                       | Duur  |
| --- | --------------------------- | ----- |
| 1.  | Fast City Two Lines         | 12:37 |
| 2.  | Clario                      | 5:45  |
| 3.  | Badia / Boogie Woogie Waltz | 10:16 |
| 4.  | Happy Birthday              | 1:39  |
| 5.  | In a Silent Way             | 14:20 |
| 6.  | Hymn                        | 3:30  |